# Dr. Lecter
Dr. Lecter è il primo album del rapper statunitense Action Bronson, pubblicato nel 2011. L'anno seguente il disco arriva in edizione limitata nei mercati di Francia e Regno Unito attraverso Chopped Herring Records. Titolo e copertina sono un omaggio ad Hannibal Lecter.
| Recensione       | Giudizio |
| ---------------- | -------- |
| Robert Christgau | B+       |
| Pitchfork        | [ 3 ]    |
| RapReviews       | [ 4 ]    |

## Tracce
1. Moonstruck – 2:12
2. Barry Horowitz – 2:04
3. The Madness – 3:33
4. Larry Csonka – 3:25
5. Ronnie Coleman – 2:55
6. Bag of Money (featuring Meyhem Lauren) – 3:36
7. Brunch – 2:27
8. Shiraz – 2:24
9. Buddy Guy – 2:55
10. Jerk Chicken (featuring Maffew Ragazino) – 2:30
11. Chuck Person (featuring Meyhem Lauren, Shaz IllYork & AG da Coroner) – 3:34
12. Forbidden Fruit – 1:27
13. Suede (featuring Fonda & Machine, Meyhem Lauren & Shaz IllYork) – 4:01
14. Get Off My P.P. – 2:09
15. Beautiful Music – 3:04